# Klaus-Ekkehard Ibe
Klaus-Ekkehard Ibe (* 25. April 1930 in Arnstadt; † 9. Januar 2002 in Berlin) war ein deutscher Organist, Kantor, Dirigent und Hochschullehrer in Weimar, Ilmenau, Heilbronn und Berlin. Klaus-Ekkehard Ibe wurde aufgrund seiner langjährigen herausragenden Leistungen auf dem Gebiet der Kirchenmusik der Ehrentitel Kirchenmusikdirektor verliehen.

## Leben
Ibe machte 1949 das Abitur. Bereits mit dreizehn Jahren übernahm Klaus-Ekkehard Ibe die Vertretung des zur Wehrmacht eingezogenen Organisten von St. Jakobus in Ilmenau. Auf seine Veranlassung erfolgte eine Dispositionsänderung der romantisch konzipierten Ilmenauer Walcker-Orgel im Sinne des Neobarock. Bei dem als „Orgelpapst“ bekannten Professor der Musikhochschule Weimar Johannes Ernst Köhler lernte Klaus-Ekkehard Ibe in den fünfziger Jahren die Kunst des Orgelspiels und der Improvisation. Nach Abschluss des Studiums wurde Ibe sein Assistent.
Die DDR übte auf Klaus-Ekkehard Ibe und seine Familie wegen Ibes gleichzeitiger Anstellung an der Kirche zunehmenden politischen Druck aus: so sollte unter anderem seinen drei Töchtern das Abitur verwehrt werden. Daher siedelte die Familie 1982 nach Heilbronn in Westdeutschland um. Seit 1983 war Klaus Ekkehard-Ibe als Kantor, Organist und Dirigent in West-Berlin tätig.
Neben seiner Tätigkeit als Kantor widmete sich Klaus-Ekkehard Ibe sein Leben lang als Dirigent Kirchenchor und -Orchester und realisierte zahlreiche Aufführungen, unter anderem von Bach-Oratorien, -Passionen und -Kantaten, Mozart-Requiem und Brahms-Requiem. Des Weiteren veranstaltete Klaus-Ekkehard Ibe zahlreiche Solokonzerte als Organist mit Werken von Bach und anderen.